# 百合学院小学校
百合学院小学校（ゆりがくいんしょうがっこう）は、兵庫県尼崎市若王子二丁目にある私立小学校。
ローマ・カトリックの枢機卿を務めた田口芳五郎によって創立された。ほとんどの児童は百合学院中学校・高等学校へ進学する。

## 沿革
- 1955年 - 田口芳五郎枢機卿によって共学校として創立
- 1965年 - 女子校となる。
- 2000年 - ナザレトクラブ（学童保育）設立
- 2005年 - ウィーン少年合唱団が特別コンサートを行う。

## クラブ活動
文化系
- 手芸
- パソコン
- 科学実験

運動系
- 卓球
- バドミントン
- 球技・陸上

## 著名な出身者
- 橋本昌子（フリーアナウンサー） - 幼稚園から高校まで14年間過ごす